# Sylvia Čápová-Vizváry
Sylvia Čápová-Vizváry (Szombathely, 12 marzo 1947) è una pianista ungherese.

## Biografia
Dopo aver ricevuto i primi insegnamenti dalla madre Gizela, insegnante di pianoforte, nel 1954 a soli 7 anni viene ammessa a un corso speciale al Conservatorio di Bratislava. Dal 1965 al 1969 studia alla VŠMU (Academy of Performing Arts) di Bratislava e tra il 1969 e il 1971 a Leningrado e all'Accademia Musicale di Cracovia. Successivamente consegue il dottorato alla VŠMU di Bratislava.
Fin dall'infanzia le sue capacità pianistiche sono state riconosciute in numerosi concorsi nazionali a Praga, dove ha ricevuto svariati primi premi. A 15 anni ha vinto il primo premio al Concorso delle Accademie musicali della Cecoslovacchia. Nel 1966 è stata semi-finalista al Concorso internazionale "Čajkovskij" di Mosca e nel 1967 al Concorso "Enescu" di Bucarest.
L'attività concertistica l'ha portata ad esibirsi in varie nazioni, anche affiancata da orchestre quali Orchestra Filarmonica Slovacca, Orchestra Sinfonica della Radio Slovacca, Orchestra Filarmonica di Košice, Pilsen Radio Orchestra, Jenaer Philharmonie, Orchestra Sinfonica di Cuba e Orchestra Sinfonica Brasiliana.
Ha insegnato all'Universität für Musik und darstellende Kunst di Vienna.

## Discografia
Ha inciso numerosi CD per etichette come Naxos Records, Amadis, Opus, Stradivari Classics, Centaur Records e Masters Classic; è apparsa alla televisione tedesca e slovacca.